# Budziska (Mrągowo)
Pour les articles homonymes, voir Budziska.
Budziska est un village de Pologne, située dans le gmina de Mrągowo, dans le powiat de Mrągowo, dans la voïvodie de Varmie-Mazurie.